# تلفن مشترک
تلفن مشترک یک مجموعه تلویزیونی محصول۱۳۷۸ به کارگردانی خسرو ملکان، نویسندگی خسرو ملکان، لیلا نقییان و تهیه‌کنندگی خسرو ملکان می‌باشد که در نوروز ۱۳۷۹ از شبکه یک پخش شد.
این مجموعه از دردسرهای تلفن مشترک در یک آپارتمان پرده برمی‌دارد.

## بازیگران
- ایرج راد
- فریبا متخصص
- آناهیتا همتی
- لوریک میناسیان
- بهزاد محمدی
- پوراندخت مهیمن
- رضا شفیعی‌جم
- محمدعلی ورشوچی
- مهرنوش طبیبی
- دانیال حقیقت
- افسانه ناصری
- عباس محبی
- مهدی ناطقی
- بابک شعاعی
- احمدرضا اسعدی
- مرتضی اکبری
- پژواک لعل فام